# Political Warfare Executive
Das Political Warfare Executive (PWE; deutsch „Ausschuss für Politische Kriegsführung“) war eine geheime britische Propagandaabteilung während des Zweiten Weltkriegs und war Teil des Political Intelligence Department (PID). Das PWE wurde 1941 vom Außenministerium eingesetzt, um der von Deutschland aus betriebenen Rundfunkpropaganda zu begegnen sowie die Moral der gegnerischen Truppen zu schwächen und jene der Bevölkerung in den vom Gegner besetzten Ländern zu stärken.

## Struktur
Das PWE wurde von einem Komitee geleitet, bestehend aus
- Anthony Eden, Außenminister
- Brendan Bracken, Informationsminister
- Hugh Dalton, Minister für Kriegswirtschaft und Special Operations; später abgelöst von Roundell Palmer, konservativer Politiker
- Reginald Leeper, British-Council-Gründer, abgelöst von Ivone Kirkpatrick, BBC
- Dallas Brooks, australischer Gouverneur
- R. H. Bruce Lockhart, Agent, später PID-Generaldirektor
- Ivone Kirkpatrick, BBC

Das Personal bestand aus Mitarbeitern des Ministry of Information, der Propagandateile des Special Operations Executive und des BBC. Sein Hauptquartier lag in Woburn Abbey bei Woburn (Bedfordshire) mit Büros im Bush House der BBC.

## Tätigkeit
Die Propaganda bestand aus Radiosendungen, gedruckten Postkarten, Flugblättern und Publikationen. Dazu gründete das PWE die geheimen Radiosender Gustav Siegfried 1, Soldatensender Calais und Kurzwellensender Atlantik.
Um subversive Nachrichten zu erstellen, konnte man auf verschiedene Quellen zurückgreifen. Die originalen Nachrichtenvorlagen der NS-Pressezentrale an die deutschen Lokalzeitungen und Regionalsender erhielt man dank des Besitzes eines Hellschreibers, den ein deutscher Korrespondent in seinem Londoner Büro unbeabsichtigt zurückließ, als er bei Kriegsausbruch England überstürzt verlassen musste. Diese Nachrichten wurden von den Briten gefiltert und konnten schneller per Radio versendet werden als es den der Zensur unterworfenen deutschen Sendern möglich war. Eine weitere Quelle waren Vernehmungen sowie das systematische Abhören von Gesprächen deutscher Kriegsgefangener. Insbesondere eine Abhöraktion auf gefangene und in Trent gemeinschaftlich komfortabel untergebrachte Generäle der deutschen Wehrmacht konnte genutzt werden. Bei diesen Lauschaktionen war man auf die Unterstützung deutscher Muttersprachler angewiesen, die aus Kreisen der vor den Nazis nach Großbritannien geflohenen deutschen Zuwanderern rekrutiert wurden. Weiterhin bezog man sich auf Ereignisse in NS-Deutschland und dessen besetzten Gebieten, auf Geheimdienstinformationen, Aufklärungsfotos nach Bombenangriffen und einschlägige Zeitungsmeldungen. Die Quellen wurden dann benutzt, um Listen zerstörter Straßen (und selbst von Privathäusern) in angeblichen „real time“-Reportagen aktueller Bombenangriffe über Radio zu senden.
Nach dem D-Day wurde der größte Teil des Personals in die Psychological Warfare Division (PWD/SHAEF) des SHAEF eingefügt. Bei Kriegsende wurde PWE mit der Umerziehung deutscher Kriegsgefangener beauftragt. Wie die Propaganda selbst in weiße, graue und schwarze unterteilt wurde, klassifizierte PWE auch die Gefangenen. Demnach waren sogenannte „Schwarze“ gefährliche und überzeugte Nazis, „Weiße“ galten als NS-Gegner und „Graue“ als einfache Soldaten.